# Pusan, Altıntaş
Pusan là một xã thuộc huyện Altıntaş, tỉnh Kütahya, Thổ Nhĩ Kỳ. Dân số thời điểm năm 2008 là 117 người.